# Liste der Naturdenkmale in Steinbach (Taunus)
Die Liste der Naturdenkmale in Steinbach (Taunus) nennt die im Gebiet der Stadt Steinbach (Taunus) im Hochtaunuskreis in Hessen gelegenen Naturdenkmale.
| Bild | Bezeichnung         | Ortsteil, Lage                  | Beschreibung | Art | Nr. |
| ---- | ------------------- | ------------------------------- | --- | --- | --- |
| BW   | Eiche am Schwimmbad | 50° 10′ 40,9″ N, 8° 33′ 39,2″ O | Die über 300 Jahre alte Eiche mit mächtiger Baumkrone und einem Stammumfang von 3,40 m markiert den Beginn des Steinbacher Stadtwaldes. |     | 101 |

## Belege
1. ↑  
Naturdenkmale. www.hochtaunuskreis.de, archiviert vom Original am 20. Februar 2016; abgerufen am 27. April 2016.
2. ↑  
101 (305) Eiche am Schwimmbad. Archiviert vom Original am 1. März 2016; abgerufen am 27. April 2016.

- Karte mit allen Koordinaten:
- OSM |
- WikiMap